# Posavski Bregi
Posavski Bregi is een plaats in de gemeente Ivanić-Grad in de Kroatische provincie Zagreb. De plaats telt 783 inwoners (2001).